# A homár
A homár (eredeti cím: The Lobster) 2015-ben bemutatott brit–francia–ír–görög–holland disztópikus filmvígjáték-dráma, melyet saját és Efthimis Filippou forgatókönyvéből Jórgosz Lánthimosz rendezett. A főbb szerepekben Colin Farrell, Rachel Weisz, Jessica Barden, Olivia Colman, Ashley Jensen, Ariane Labed, Angeliki Papoulia, John C. Reilly, Léa Seydoux, Michael Smiley és Ben Whishaw látható.
A 2015-ös cannes-i fesztiválon debütált, elnyerve a Zsűri díját. Az Egyesült Királyságban és Írországban 2015. október 16-án, Görögországban és Hollandiában 2015. október 22-én, Franciaországban 2015. október 28-án mutatták be a mozikban. A film forgatókönyve, humora és mondanivalója pozitív kritikákat kapott, egyéb díjak és jelölések mellett egy Oscar- és egy BAFTA-jelölést szerzett.

## Cselekmény
Egy jövőbeli, különös szabályokkal rendelkező társadalomban az egyedülálló embereket szállodába zárják. 45 napot kapnak arra, hogy társat találjanak maguknak, ehhez különböző rendezvények formájában minden segítséget megkapnak. Ha mégis kudarcot vallanak, egy általuk választott állat képében egy erdőbe száműzik őket. Az egyik férfi úgy dönt, megszökik a szállodából és csatlakozik az erdőben élő lázadókhoz.

## Szereplők
| Szereplő                         | Színész           | Magyar hang          |
| -------------------------------- | ----------------- | -------------------- |
| David                            | Colin Farrell     | Rajkai Zoltán        |
| Rövidlátó nő                     | Rachel Weisz      | Kéri Kitty           |
| Magányosok vezetője              | Léa Seydoux       | Hay Anna             |
| Szobalány                        | Ariane Labed      | Szilágyi Csenge      |
| Sánta férfi                      | Ben Whishaw       | Kovács Krisztián     |
| Szívtelen nő                     | Angeliki Papoulia | Botos Éva            |
| Pösze férfi                      | John C. Reilly    | Törköly Levente      |
| Orrvérzéses nő                   | Jessica Barden    | Dobó Enikő           |
| Szállodaigazgató                 | Olivia Colman     | Márton Eszter        |
| Kekszes nő                       | Ashley Jensen     | Urbanovits Krisztina |
| Magányos úszó                    | Michael Smiley    | Seress Zoltán        |
| Kiképző a lőtéren                | Ewen MacIntosh    | Kapácsy Miklós       |
| Magányosok vezetőjének apja      | Roland Ferrandi   | Csuha Lajos          |
| Rendőr                           | Kevin McCormack   | Papucsek Vilmos      |
| Magányosok vezetőjének anyja     | Imelda Nagle Ryan | Menszátor Magdolna   |
| Recepciós                        | Nancy Onu         | Holecskó Orsolya     |
| Orrvérzéses nő legjobb barátnője | EmmaEdel O'Shea   | Eke Angéla           |
| A szállodaigazgató társa         | Garry Mountaine   | Kajtár Róbert        |

## Fordítás
- Ez a szócikk részben vagy egészben  a   The Lobster című angol Wikipédia-szócikk fordításán alapul.  Az eredeti cikk szerkesztőit annak laptörténete sorolja fel. Ez a jelzés csupán a megfogalmazás eredetét és a szerzői jogokat jelzi, nem szolgál a cikkben szereplő információk forrásmegjelöléseként.